# Olenecamptus sarawakensis
Olenecamptus sarawakensis är en skalbaggsart som beskrevs av Stefan von Breuning 1936. Olenecamptus sarawakensis ingår i släktet Olenecamptus och familjen långhorningar. Inga underarter finns listade i Catalogue of Life.